# Jämlitz-Klein Düben
Jämlitz-Klein Düben település Németországban, azon belül Brandenburgban. Lakosainak száma 439 fő (2023. december 31.).

## Népesség
A település népességének változása:
| Lakosok száma | 468  | 461  | 448  | 442  | 439  |
|               | 2017 | 2019 | 2021 | 2022 | 2023 |